# Piletice
Piletice – część miasta ustawowego Hradec Králové. Jest to najmniej zaludniony obszar ze wszystkich dzielnic miasta Hradec Králové.